# Castell de Sant Jaume
Castell de Sant Jaume és una fortalesa del municipi de Cadaqués (Alt Empordà) declarada bé cultural d'interès nacional.

## Descripció
Ubicat al turó de les Tres creus o de Sant Jaume, al nord-est del nucli antic de la població.
Es tracta d'una petita fortalesa amb una posició dominant sobre la Badia de Cadaqués, amb l'aspecte d'una gran torre. La construcció presenta una planta quadrada amb quatre petits cossos adossats, també quadrats, i que sobresurten formant baluards. L'entrada al conjunt es dona mitjançant aquestes edificacions, a través d'una porta d'arc escarser. Dos murs conserven el coronament de merlets triangulars, mentre que en els altres sectors tan sols es pot veure la teulada totalment ensorrada. Hi ha tres nivells de petites espitlleres i alguna finestra, fetes de rajols. El tipus de parament és constituït amb rebles de pissarra i morter.

## Història
Tot i que no es coneix bé el seu origen, és probable que fos edificat durant el segle xvii i destruït i refet en èpoques posteriors. Sembla que la torre no tenia funcions defensives sinó únicament de vigilància i senyalització.
La construcció actual pertany al segle xix. Segons l'autor Madoz, la fortificació va ser destruïda pels anglesos i tornada a edificar pels francesos durant les guerres napoleòniques.
L'anomenat castell de les Creus o de Sant Jaume ha estat entès moltes vegades com el castell de Cadaqués; però en realitat es tracta d'una construcció de marcat caràcter militar. Segons Madoz, servia com a fortalesa per defensa.